# Географічний центр Білорусі
53°31′45″ пн. ш. 28°02′42″ сх. д. / 53.52917° пн. ш. 28.04500° сх. д.Географічний центр Білорусі — пункт земної поверхні з географічними координатами (широта: 53 ° 31'50,76 ; довгота 28 ° 2'38,00 ). Національний символ глобальної прив'язки білоруської держави до планети Земля.
Знаходиться за 70 км на південний схід від Мінська, біля села Антанова Новоселківської сільради Пуховицького району Мінської області.

## Історія визначення
Пошукові роботи були виконані в 1996 році. 82-й експедицією об'єднання «Белгеодезія» спільно з фірмою «Аерогеокарт» за спеціальною програмою з використанням карт масштабу 1: 200 000 і штучних супутників Землі.
На поверхні землі закріплено подвійним геодезичним монолітом і оформлено згідно з вимогами для пунктів вихідної геодезичної державної опори (позначені пірамідою, під якою поставлено плита з написом «Географічний центр Білорусі»). Координати географічного центру Білорусі та трьох його супутників занесені до Державного геодезичного каталоґу як пункт державної геодезичної мережі.

## Практичне використання
Передбачається практичне використання географічного центру Білорусі як власна білоруська вихідна астрономо-геодезична дата зі своєю орієнтацією на тілі геоїда і референц-еліпсоїда, наближених до поверхні Білорусі. В результаті зменшується викривлення ліній і площ при проектуванні їх на поверхню відносності і створенні карт інженерного призначення.

## Як дістатися з Мінська
Село Антанова знаходиться в 1,5 км від ст. Вендеж (Гомельський напрямок, не доїжджаючи двох станцій до ст. Пуховичі).